# Демонстрације у Сплиту 1991.
Дављење војника ЈНА у Сплиту 1991. је инцидент који се десио 6. маја 1991. године у Сплиту приликом демонстрација које је организовао ХДЗ против ЈНА. Слика дављења војника Светланче Нацева обишла је свет а током демонстрација је убијен 19–годишњи војник Сашко Гешовски.
Демонстрације су организоване испред команде ЈНА у Сплиту. Током демонстрирања из масе се пуцало на зграду а један од метака смртно је погодио војника Сашу Гешовског који се налазио у једној од просторија. Испред зграде се налазило једно оклопно возило ЈНА а из масе је истрчао један од демонстраната који је скочио на возило и почео да дави војника Светланчу Нацева који је вирио из возила. Војник је успео да се одупре и да се увуче у возило, а демонстрант је онда скинуо митраљез са возила. Све ово су пратиле камере, полиција и демонстранати. Истог је дана у сплитској касарни био тешко рањен Тони Стојчев из Македонске Каменице.